# バリダマイシン
バリダマイシン(Validamycin)は、Streptomyces hygroscopicusが生産する抗生物質、殺菌剤である。トレハラーゼの阻害剤として用いられる。コメの紋枯病やキュウリの立ち枯れ病のコントロールに用いられる。